# Inga & Anush
Inga a Anush Arshakyanovy (arménsky Ինգա և Անուշ Արշակյաններ), známé jako Inga & Anush, jsou arménské popové a folkové pěvecké duo. V roce 2009 sestry Arshakyanovy reprezentovaly Arménii na Eurovision Song Contest, kde obsadily 10. místo s 92 body.

## Diskografie

### Alba
- 2003: Menq Enq Ays Sarerệ
- 2006: Tamzara
- 2009: Menq Enq Mer Sarerệ
- 2014: Sketches

### Singly
- 2006: „Թամզարա“
- 2006: „Խլպանե“
- 2007: „Հարսանեկան“
- 2009: „Jan Jan“
- 2009: „Գութան“
- 2009: „Ճանապարհ“
- 2009: „You Will Not Be Alone“
- 2009: „Դոն հայ“
- 2009: „Մենք ենք մեր սարերը“
- 2011: „Սեր Երևան“
- 2011: „Իմ անունը Հայաստան է“
- 2012: „Հայ հայ“